# پل تاریخی آزان
پل تاریخی آزان مربوط به دوره قاجار است و در شهرستان جویبار، روستای آزان، بر رودخانه سیاهرود واقع شده و این اثر در تاریخ ۱۶ آبان ۱۳۷۹ با شمارهٔ ثبت ۲۸۴۲ به‌عنوان یکی از آثار ملی ایران به ثبت رسیده است.